# Southmayd
Southmayd város az USA Texas államában, Grayson megyében. Lakosainak száma 978 fő (2020. április 1.).

## Népesség
A település népességének változása:

| 2010 | 992 |
| 2020 | 978 |